# Albert Meier (Ökonom)
Albert Meier (* 4. April 1906 in Pirmasens; † 14. Juli 1974) war Wirtschaftsprüfer und Honorarprofessor an der Universität Frankfurt am Main.

## Biographie
Albert Meier besuchte die Schule bis zur Mittleren Reife und absolvierte anschließend eine Lehre. An diese schloss er ein Betriebswirtschaftsstudium in Frankfurt am Main an und schloss dieses als Diplomkaufmann ab. Danach ging er nach Köln, wo er sein Studium fortsetzte und eine Ersatz-Reifeprüfung ablegte. Damit konnte er das Examen als Diplomkaufmann nach der neuen Ordnung ablegen und 1929 dann promovieren. Thema seiner Dissertation waren Einkaufsgemeinschaften im Einzelhandel mit Haus- und Küchengeräten. Von Eugen Schmalenbach wurde er zum Geschäftsführer des Fachausschusses für Rechnungswesen beim Ausschuss für Wirtschaftliche Verwaltung (AWV) des Rationalisierungskuratoriums der Deutschen Wirtschaft e. V. bestellt. Meier hatte allerdings nicht wie von Schmalenbach gewünscht Interesse an einer wissenschaftlichen Laufbahn und ging daher in die betriebliche Praxis. Dort war er Mitglied der Geschäftsführung des Vereins deutscher Seidenwebereien in Krefeld und anschließend selbständiger Wirtschaftstreuhänder.
1933 wurde er bei der Treuhand-Vereinigung AG Leiter der Filiale in Köln. Die Treuhand-Vereinigung AG soll bei der „schleichenden Arisierung“ von Heiligendamm eine Rolle gespielt haben, worüber im Laufe des Jahres 2007 berichtet wurde. In dieser Zeit legte Meier sein Wirtschaftsprüferexamen ab und wurde 1939 zum Vorstand der Treuhand-Vereinigung bestellt. Er war Vorstandsmitglied dieser Gesellschaft bis 1972 und ihr Aufsichtsratsvorsitzender von 1972 bis 1974.
Nach Ende des Zweiten Weltkrieges war er um die Umgestaltung des Berufsbildes der Wirtschaftsprüfer bemüht und dabei vor allem beim Institut für Wirtschaftsprüfung und der Union Européenne des Experts Comptables, Economiques et Financiers (UEC), die von 1951 bis 1986 bestand. Auch war er zwei Jahre Präsident der Schmalenbach-Gesellschaft.
Meier hielt von 1953 bis 1973 Vorlesungen in Frankfurt am Main am Fachbereich Wirtschaftswissenschaften. Hierbei hatte er sich vor allem auf die Prüfung der Kostenrechnung und die Organisationsprüfung konzentriert. 1958 erhielt er, bisher als Lehrbeauftragter tätig, eine Stelle als Honorarprofessor. Zugleich war er in der Schmalenbachgesellschaft für die Projekte Einkauf im Industriebetrieb und Unternehmerische Entscheidungen aktiv.

## Werke
- Die Probleme des gemeinschaftlichen Einkaufs der Einzelhändler in Haus- und Küchengeräten, Eisenwaren, Glas und Porzellan, Stuttgart 1930
- Grundplan der Selbstkostenberechnung: (Entwurf) / Bearbeiter und Verfasser Albert Meier und Heinrich Voss, 3. umges. u. erw. Aufl., Teil 10 der Schriftenreihe Einheitsbuchführungen, hg. v. Fachausschuss f. Rechnungswesen beim AWV; Eugen Schmalenbach; Herbert Peiser; Gesamttitel: Reichskuratorium für Wirtschaftlichkeit, Nr. 61, Dortmund [1930]
- Phasenpauschalierung und andere Wege der Umsatzsteuerreform, Berlin 1933
- Die Technik der Preisbildung nach der Spinnstoffgesetzgebung (unter Berücks. d. Stop- u.d. Kriegswirtschaftsverordnung), 2. überarb. u. erw. Aufl., Leipzig 1941
- Preiserrechnung für Schuhwerk unter Berücks. d. Kriegswirtschaftsordnung, Leipzig 1944
- Die Sicherung der Unternehmernachfolge, Köln 1956
- Rationelle Führung und Leitung in der Unternehmung, Stuttgart 1957
- Kostenprüfung, Köln 1959
- Organisation der Unternehmungsführung : Mit e. Anleitung z. Darstellung u. Beurteilung d. Organisationsstruktur, 2. erw. Aufl., Stuttgart 1965
- Unternehmerische Zielsetzung in betriebswirtschaftlicher Sicht in ZfbF 1973, S. 221–228
- Die Aussagekraft der Jahresabschlüsse leidet in Frankfurter Allgemeine Zeitung, Beilage Blick durch die Wirtschaft, 18. Juli 1974